# 도미니코
성 도미니코(라틴어: Sanctus Dominicus, 1170년 8월 8일 - 1221년 8월 6일)는 스페인의 그리스도교 성직자이자 도미니코회의 창설자이다. 본명은 도밍고 펠릭스 데 구스만(스페인어: Domingo Félix de Guzmán)으로 오스마의 도미니코, 칼레루에가의 도미니코 등으로도 불린다. 청빈한 삶과 설교로 복음의 진리에 대한 철저한 탐구를 강조한 그는 1234년 교황 그레고리오 9세에 의해 시성되었으며, 천문학자의 수호성인으로 지정되었다.

## 생애

### 탄생과 가족 관계
도미니코는 스페인의 오스마와 아란다데두에로의 중간에 있는 칼레루에가에서 태어났다. 그의 이름은 실로스의 도미니코의 이름을 따서 지었는데, 그는 희망을 가진 어머니들의 수호성인이다. 칼레루에가 북쪽으로 몇 킬로미터 올라가면 실로스의 도미니코의 이름을 따서 세워진 베네딕도회 수도원인 산토 도밍고 데 실로스 수도원이 자리잡고 있다.

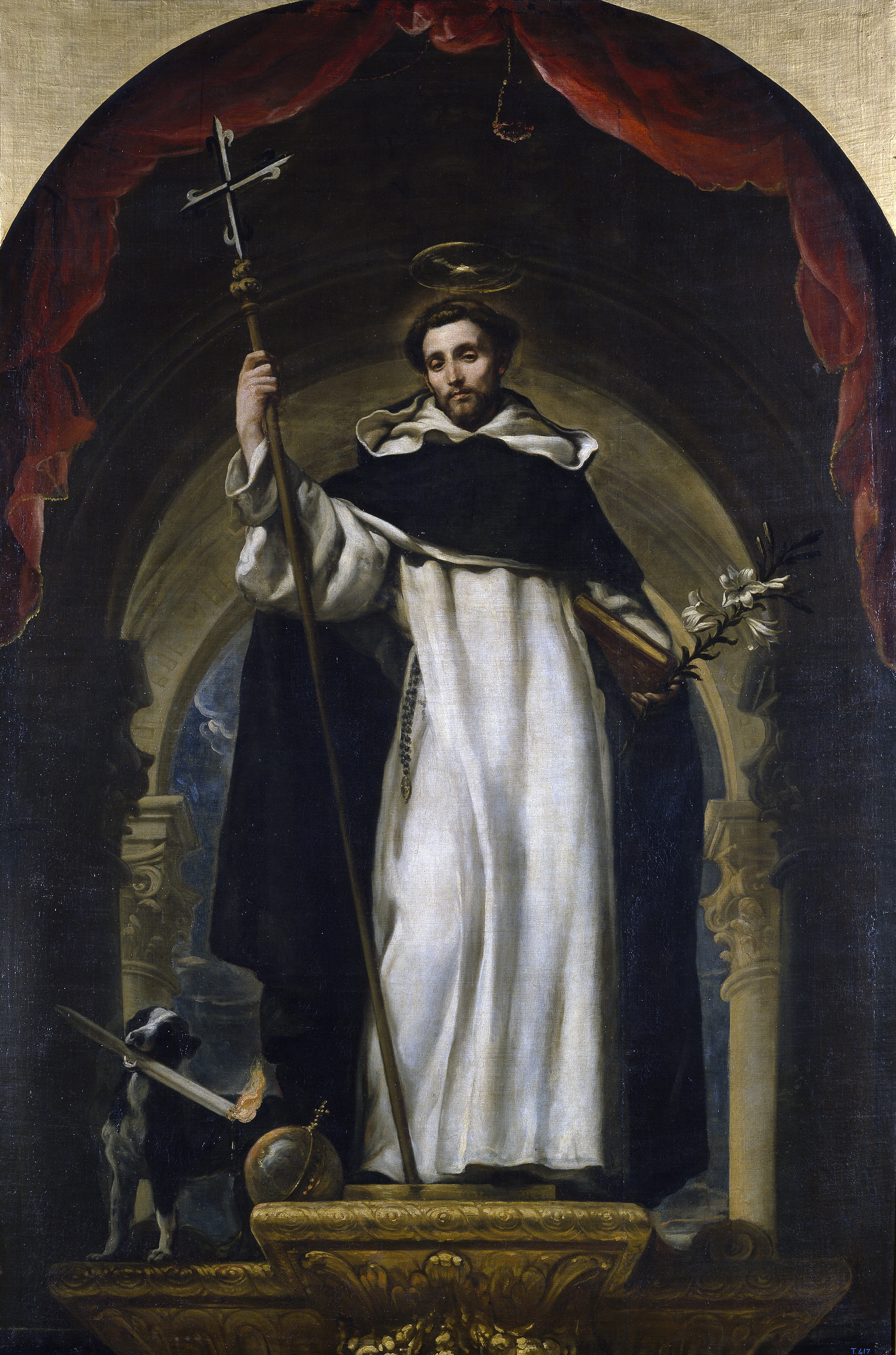
클라우디오 코엘료의 성 도미니코.

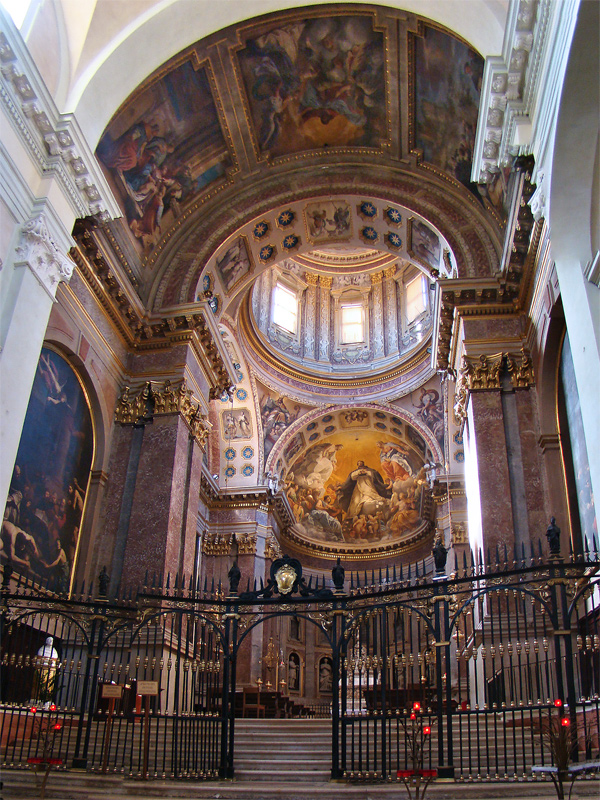
이탈리아 볼로냐에 있는 산 도메니코 대성당. 성 도미니코의 유해가 안장되어 있는 장소이다.

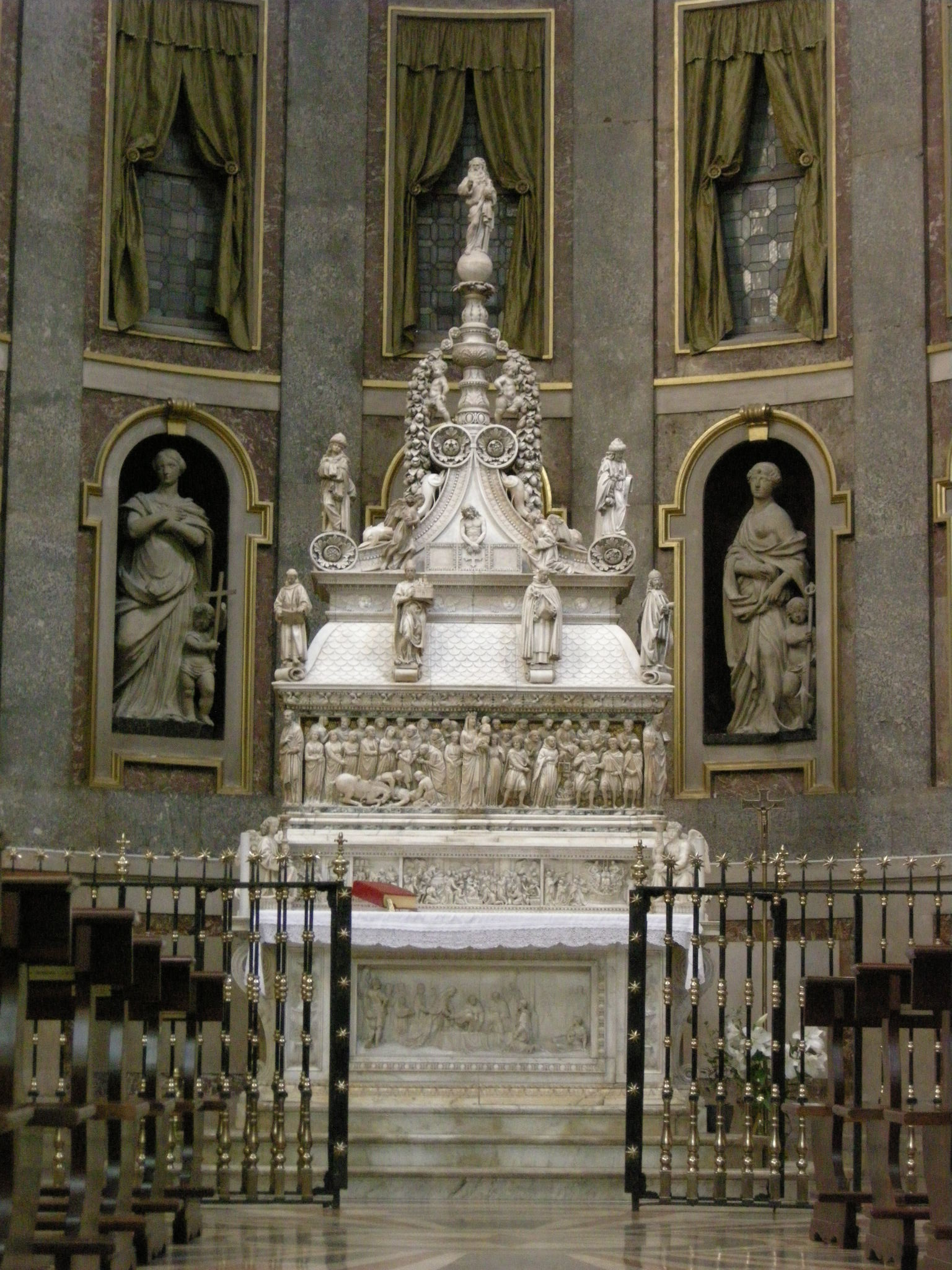
산 도메니코 대성당 안에 있는 성 도미니코의 무덤.

작센의 요르단이 쓴 기록에 의하면, 도미니코의 부모는 처음에는 아들의 이름을 도미니코로 할 생각이 없었다고 한다. 도미니코가 태어나기 전에 오랫동안 아이를 낳지 못하는 불임 상태였던 그의 어머니는 실로스로 순례를 갔는데, 어느 날 자신의 뱃속에서 횃불을 입에 문 개 한 마리가 튀어나와 온 세상이 불타오르는 꿈을 꾸었다고 전해진다. 그의 어머니는 이 꿈을 장차 태어날 자신의 아들이 말로써 세상을 불태우게 될 태몽으로 해석하였다고 한다. 이 이야기는 훗날 그의 이름을 따서 세워진 도미니코 수도회를 라틴어로 ‘도미니카누스’(Dominicanus)라고 하는데, 이를 ‘주님의 개’를 뜻하는 라틴어 ‘도미니 카니스’(Domini canis)라고 말장난하면서 생겨난 것으로 추정된다. 요르단은 도미니코가 부모와 주교인 외삼촌의 손에서 자랐다는 사실을 덧붙였다. 요르단은 도미니코의 부모가 누구인지에 대해서 아무런 언급도 하지 않았는데, 왜냐하면 그는 도미니코의 일대기라기보다는 도미니코회의 초기 역사를 기록한 것이기 때문이다. 훗날 13세기에 들어서면서 그의 아버지 이름은 펠릭스이고, 어머니의 이름은 아자의 요안나(후아나)라고 기록되었다. 도미니코가 탄생한 지 거의 100년이 지난 후에, 한 현지 작가는 도미니코의 아버지가 ‘마을에서 존경받는 부유한 남자였다’(vir venerabilis et dives in populo suo)고 주장했다. 약 1439년에 쓰여진 페로 타푸르의 (이탈리아에 있는 도미니코의 무덤까지의 순례 여정을 담은) 여행기에서는 도미니코의 아버지는 데 구스만 가문의 일원이었으며, 어머니는 아카 또는 아자 가문의 일원이었다고 주장하고 있다. 도미니코의 어머니 요안나는 1828년 교황 레오 13세에 의해 시복되었다.

### 교육과 초기 활동
도미니코는 팔렌시아에 있는 학교에서 공부하였으며, 특히 미술과 신학을 공부하는데 각각 6년과 4년 동안 매진하였다. 1119년 스페인이 기근에 시달릴 때, 젊은 도미니코는 배고픔에 시달리는 사람들을 돕기 위해 자신의 옷과 가구 그리고 그가 소중히 여기던 필사본까지 팔아서 기부했다. 1194년 도미니코는 25세의 나이에 사제 서품을 받아, 성 베네딕토의 규칙을 준수하는 오스마 교구의 의전사제가 되었다.
1203년 또는 1204년에 도미니코는 오스마의 주교 디에도 데 아세도와 함께 카스티야 국왕 알폰소 8세로부터 왕세자 페르난도의 혼담을 위해 덴마크로 가라는 외교적 임무를 맡게 되었다. 그리하여 그들은 아라곤과 프랑스 남부를 거쳐 덴마크로 길을 떠났다. 덴마크로 가던 중 도미니코와 디에도 주교는 교회로부터 이단으로 단죄받은 카타리파를 접하게 되었다. 한편 덴마크 왕실과의 혼담은 성공적으로 끝났으나, 덴마크 공주는 카스티야로 떠나기 전에 사망하고 말았다.

### 도미니코회 창설
1215년 도미니코는 툴루즈의 지주층인 페드로 세이라가 제공한 가옥에서 자신과 뜻을 같이 할 여섯 명의 동료와 함께 수도회를 세웠다. 그와 동료들은 성 아우구스티노의 규칙이 적합하다고 판단하여 그것을 채택하고, 성직 수도 참사회인 프레몽트레회의 관습을 받아들이기로 합의하였다. 그동안 풀크 주교는 도미니코와 그의 동료들에게 툴루즈 지역을 순회하며 설교하는 것을 허락하였다.
같은 해에 제4차 라테라노 공의회가 소집되자, 도미니코와 풀크 주교는 로마로 가서 교황 인노첸시오 3세에게 수도회에 대한 인가 약속을 받았다. 인노첸시오 3세는 도미니코의 인품과 신앙 그리고 사도직 수행을 위한 원대한 계획을 살펴보면서 깊은 감명을 받았다고 전해진다. 나중에 도미니코는 다시 로마를 방문했으며, 마침내 1216년 12월 또는 1217년 1월에 새 교황 호노리오 3세로부터 ‘설교자들의 수도회’(‘Ordo Praedicatorum’, 또는 ‘O.P.’, 도미니코회의 공식 명칭)라는 이름을 받고 공식적으로 인정받았다.

### 말년
도미니코회 수녀원의 초창기 회원들 가운데 한 사람으로서 훗날 시복되는 체칠리아 채사리니는 노년이 되었을 때, 도미니코의 모습에 대해 다음과 같이 묘사했다. “…그는 보통 키에 마른 사람이었다. 잘생긴 얼굴에 피부는 흰 편이었다. 그리고 붉은색이 감도는 머리카락과 수염, 아름다운 눈을 지니고 있었다. 그는 길고 고운 손을 지녔으며, 목소리는 쩌렁쩌렁했다. 비록 그는 완전히 삭발을 했지만, 결코 대머리는 아니었고 몇 가닥의 흰 머리가 남아 있었다.”
도미니코 본인은 계속 여러 지역을 두로 돌아다니는 한편, 그의 수도회 수도자들은 날이 갈수록 증가하였다. 그리고 도미니코가 로마에 세운 총본부를 통해 도미니코와 도미니코회원들은 서로 멀리 떨어져 있어도 지속적으로 연락을 나누었다. 1220년 초에 호노리오 3세 교황은 도미니코와 그의 동료 남자 수도자들을 고대 로마 성당 가운데 하나인 산타 사비나 성당에 초대하여 머무르도록 하였다. 그 전까지 도미니코회의 남자 수도자들은 로마의 산 시스토 베키오 성당의 부속 수도원을 임시 거처로 삼아 거주했는데, 이곳은 1218년 호노리오 3세가 도미니코회 여성 수도자들을 위한 수녀원으로 제공한 곳이었다. 산타 사비나 성당의 부속 수도원은 도미니코회의 첫 수도원 건물이자 여성 수도자를 위한 첫 수녀원 건물이다. 이미 1220년부터 수도자들이 살기 시작했지만, 1222년 6월 5일 교황 호노리오 3세가 도미니코회에 수녀원의 소유권을 넘겨 주었다. 산타 사비나 성당에 있던 수도회는 나중에 산타 마리아 소프라 미네르바 성당으로 이전을 갔다. 16세기에 이곳은 성 토마스 대학원(라틴어: Collegium Divi Thomæ)으로 바뀌었다가, 20세기에는 성 토마스 아퀴나스 교황청립 대학교와 산티 도메니코 에 시스토 성당이 새로이 들어섰다.
1216년~1217년 겨울에 도미니코는 우골리노 데 콘티(훗날의 교황 그레고리오 9세)의 집에서 처음으로 도미니코회 수사인 몽페라의 윌리엄을 만났다. 두 사람은 나중에 절친한 벗이 되었다.
도미니코는 1218년 12월 21일 볼로냐에 당도하였다. 그가 거처한 곳은 마스카렐라 성당에 있는 도미니코회 수도원인데, 이곳은 도미니코회 수사로서 훗날 시복되는 오를레앙의 레지날도에 의해 세워진 것이다. 하지만 오래 지나지 않나 수도원은 사정상 인근 포도밭에 있는 산 니콜로 성당으로 옮기게 되었다. 도미니코도 이곳으로 장소를 옮겨 정착하였고, 도미니코회의 첫 번째 총회가 이곳에서 소집되었다. 도미니코는 이듬해인 1221년 8월 6일에 선종하였으며, 시신은 1233년에 소박한 석관으로 옮겨 안치되었다.
1267년 도미니코의 유해는 니콜라 피사노와 그의 작업장에 의해 세워진 순례지로 이장되었다.
장 기로에 의하면, 도미니코는 음식을 먹을 때 육류를 피했으며, 정해진 단식 시간과 침묵 시간을 준수했고, 사치스러운 침소를 피하고, 될 수 있는 한 가장 누추한 거처와 가장 초라한 옷을 선택했다고 한다. 그리고 여행 중에는 영적 지도와 기도로 시간을 즐겁게 보냈다고 한다. 또한, 기로는 도미니코가 도시와 마을을 지나가면 땅바닥에 아무리 날카로운 돌이나 가시 등이 있어도 신발을 벗고 맨발로 느긋하게 길을 걸었다고 증언하였다. 그리고 그의 입술은 슬픔이나 다른 부정적인 말 대신에, 오직 하느님을 찬미하는 소리만이 나왔다.
기로의 증언에 따르면, 도미니코는 금욕적인 생활과 노동으로 몸이 버티질 못해서 결국 51세의 나이에 선종했다고 한다. 귀로의 말에 의하면, 그는 고열로 지치고 병든 몸을 이끌고 산 니콜로 성당 부속 도미니코회 수도원에 도착했으며, 도미니코회 수사들이 땅바닥에 쓰러진 그를 들어올려 삼베 위에 눕혔다고 한다. 도미니코는 죽기 전에 마지막으로 자신의 동료 수사들에게 “형제들 간에 서로 사랑하여라. 겸손하여라. 청빈을 자발적으로 실천함으로써 영적인 보화를 만들어 가도록 하라.”고 권고하였다. 그는 1221년 8월 6일 정오에 선종하였다. 그가 세상을 떠날 즈음 이미 서유럽의 8관구에 60여 곳의 수도원이 설립되었으며 500여 명의 수사들이 있었다. 1300년경에는 500여 곳의 수도원에 회원들이 1만 여명으로 증가하였다. 도미니코는 1234년에 교황 그레고리오 9세에 의해 시성되었다.

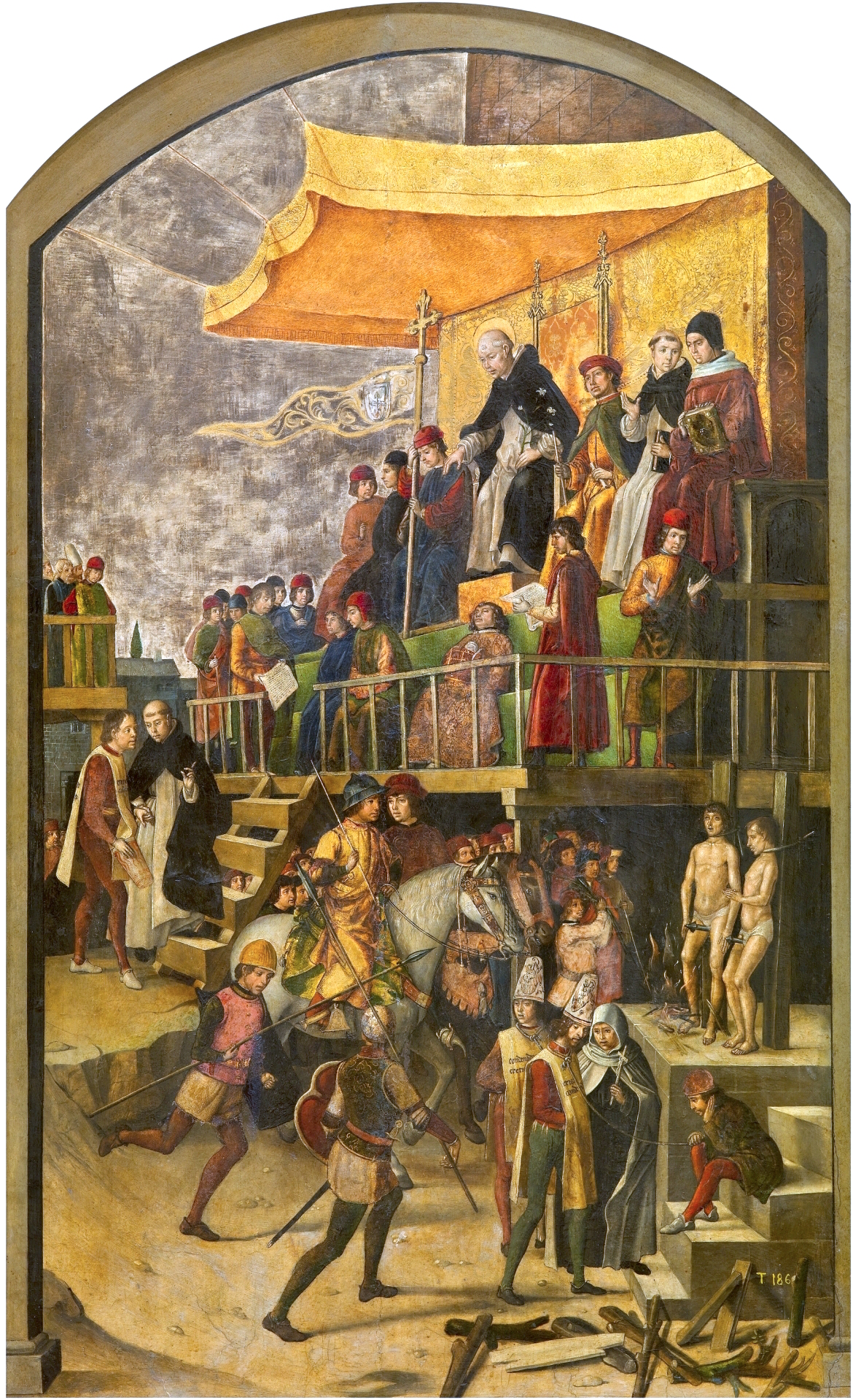
페드로 베루게테의 종교 재판을 집행하는 성 도미니코.

## 종교 재판
도미니코가 중세 종교 재판에서 실제로 무슨 역할을 수행했는지 여부에 대해서는 수세기 동안 논쟁이 있어왔다. 도미니코가 살았던 당대의 역사적 자료들을 보면, 도미니코는 종교 재판에 일절 관여한 적이 없었음을 알 수 있다. 최근의 한 역사학자는 다음과 같이 말했다. “도미니코가 최초의 종교 재판관이었는가? 이에 대한 대답은 명확하다. 전혀 그렇지 않다는 것이다! 이것은 간단히 연대표를 보면 충분히 알 수 있다. 도미니코는 1221년에 사망했으며, 종교 재판소는 1231년에 롬바르디아에 세워졌고, 1234년에는 랑그도크에 세워졌는데, 그 전까지 종교 재판소가 세워진 적은 없었다.” 사실 초창기 도미니코회원들 중 몇몇은 종교 재판관이 되어 활동하였다. 하지만 시간이 흐르면서 도미니코와 종교재판관이 된 초창기 도미니코회원 일부의 차이가 모호해지게 되었다. 가령 15세기에 스페인 종교 재판소에서는 화가 페드로 베루게테에게 스페인 종교 재판을 도미니코가 재판관으로 주재하는 모습으로 묘사해 달라고 의뢰하였다. 즉 스페인의 이단심문관들은 자신들의 정당성을 주장하기 위해 일종의 전설을 만들어낸 셈이었다. 그리고 스페인 종교재판소의 판결에 반발한, 16~17세기 개신교 비평가들은 이단심문관 도미니코의 전설을 그대로 받아들여 과장함으로써 이러한 이미지가 후세에까지 알려지게 되었다. 그리하여 독일의 개신교 비평가들은 도미니코회를 자신들의 무서운 적수로까지 인식하게 되었다. 에드워드 피터스는 다음과 같이 논평하였다. “16세기 개신교 사료에서는 도미니코 성인에 대해 일종의 적대적인 문화가 성장하였다.” 따라서 가톨릭교도와 개신교도 논객에 의해 도미니코에 대한 이단심문관이라는 그릇된 이미지가 씌워져 억울하게도 흑색 선전의 대상이 되었다고 볼 수 있다.

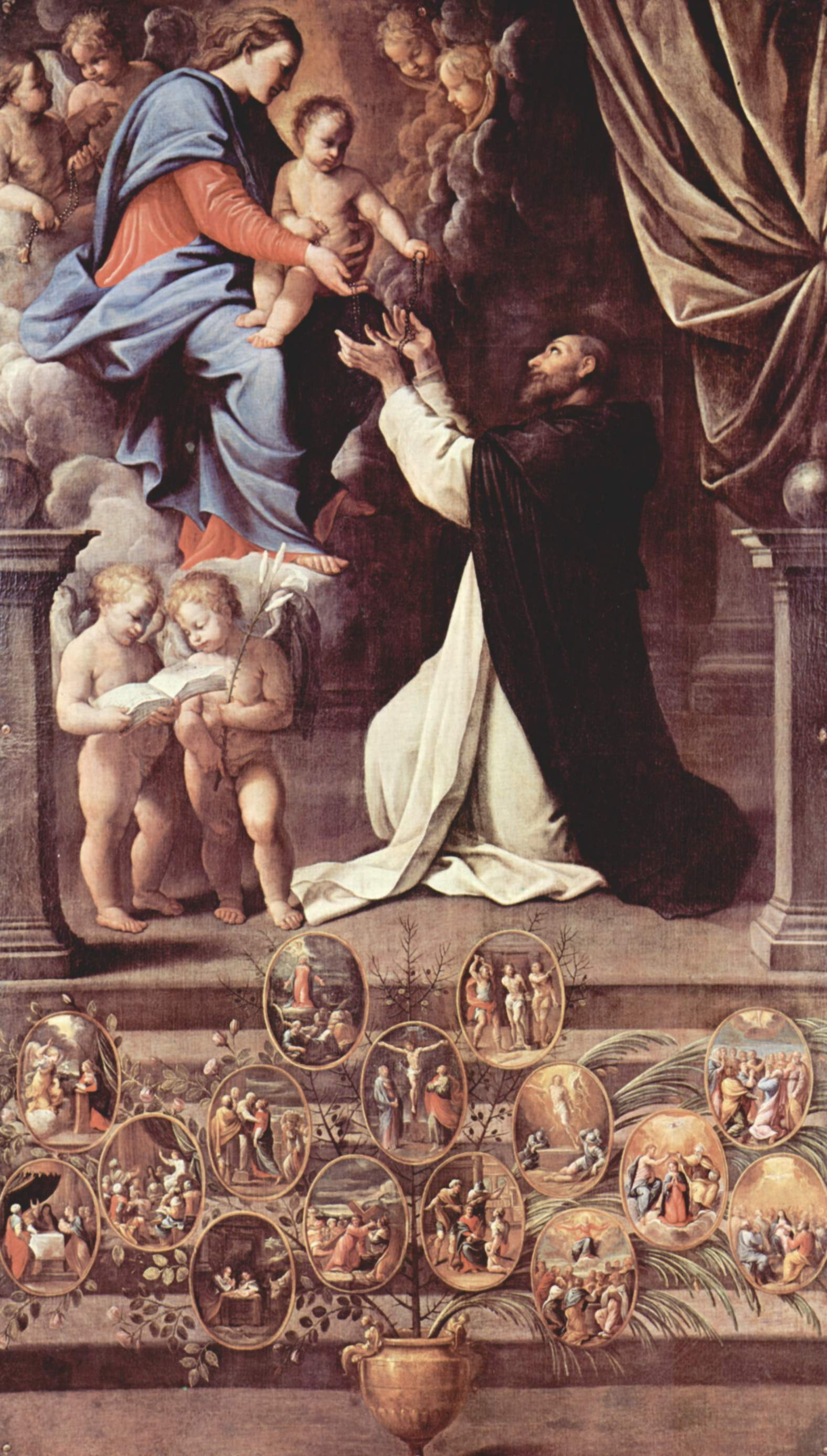
귀도 레니의 성모 마리아로부터 묵주를 부여받는 성 도미니코.

## 묵주
오늘날 성모 마리아에 대한 신심의 하나인 묵주 기도가 가톨릭교회에 널리 확산되어 활발히 보급되기까지 도미니코가 지대한 공헌을 하였다. 묵주 기도는 수세기 동안 도미니코회의 핵심이었으며, 교황 비오 12세는 다음과 같이 말했다. “마리아의 묵주는 성 도미니코의 수도회로 하여금 회원들의 삶을 완전하게 만들고 다른 사람들의 구원을 얻도록 해주기 위한 원리와 토대로 받쳐지게 되었다.”
도미니코회원들은 묵주 기도에 대한 신심을 널리 보급하고, 묵주 기도의 힘에 대한 가톨릭교도들의 믿음을 강조하는데 중요한 역할을 하였다. 몰타 공화국의 수도 발레타와 비루그의 옛 도시에서 성 도미니코 축일은 국가적인 큰 축제로 기념되고 있다. 도미니코 수도회는 몰타 섬과 매우 인연이 깊은데, 도미니코회 출신이었던 교황 비오 5세는 성 요한 기사단(몰타 기사단)이 몰타에서 도시 건설 공사를 지원하였다. 그리하여 생겨난 도시가 몰타 공화국의 수도 발레타이다.

## 같이 보기
- 도미니코 수도회
- 묵주 기도의 성모